# 竇泰
竇 泰（とう たい、500年 - 537年）は、中国の北魏末から東魏にかけての軍人。字は世寧。太安郡狄那県の出身。本貫は清河郡観津県。

## 経歴
竇楽の子として生まれた。竇楽は北魏の正光末年に起こった破六韓抜陵の乱により懐朔鎮を守って殺害された。竇泰は戦死した父兄の骸骨を背負って爾朱栄に帰順した。寧遠将軍・虎賁中郎将・前鋒都督となった。永安年間、邢杲の乱に対する征討に従い、功績により広阿子の爵位を受けた。竇泰の妻の婁黒女は、高歓の妻の婁昭君（武明婁皇后）の姉であり、高歓と親交があった。高歓が晋州にいたとき、竇泰を鎮城都督とするよう願い出て、軍事の謀に参与させた。
中興元年（531年）10月、爾朱度律・爾朱仲遠らが陽平に宿営し、爾朱兆と合流すると、竇泰は爾朱氏を離間させるよう高歓に提案して聞き入れられた。太昌元年（532年）、高歓が晋陽を平定し、爾朱兆が秀容に入った。12月、竇泰は精鋭の騎兵を率いて、一日一夜に300里を進んだ。永熙2年（533年）1月、竇泰は爾朱兆の本営を襲撃し、爾朱兆を逃走させた。赤洪嶺まで追撃し、爾朱兆を自殺に追い込んだ。3月、竇泰は車騎将軍・蔚州刺史から使持節・車騎大将軍・開府儀同三司・相州刺史となった。
永熙3年（534年）5月、高歓と孝武帝の対立が深まる中、竇泰は婁昭・堯雄・高隆之らとともに5万の兵を率いて荊州を討つこととされた。高歓と孝武帝が決裂すると、竇泰は高歓の命を受けて莫多婁貸文とともに賈顕智と長寿津で対峙した。賈顕智は降伏を約束し、軍を撤退させた。
竇泰は侍中・京畿大都督に累進し、まもなく御史中尉を領した。御史台にあって多くの人を検挙することはなかったが、官僚たちには恐れられた。天平3年（536年）9月、竇泰は陽平の路季礼の乱を鎮圧した。
12月、高歓が3路に分かれて西魏を攻撃したとき、竇泰には潼関から侵入させた。天平4年（537年）1月、竇泰が小関に到着すると、宇文泰の襲撃を受けて、軍は潰滅し、竇泰は自殺した。大司馬・太尉・録尚書事の位を追贈され、諡を武貞といった。

## 妻子

### 妻
- 婁黒女（496年 - 554年3月24日、婁内干の次女）[26]

### 子
- 竇孝敬（後嗣）[24][27][7]

## 伝記資料
- 『北斉書』巻15 列伝第7
- 『北史』巻54 列伝第42
- 故使持節侍中太師大司馬太尉公録尚書事顕蔚相冀定并恒瀛八州刺史広阿県開国公武貞竇公墓誌銘（竇泰墓誌）
- 故使持節侍中太師大司馬太尉公録尚書事武貞竇公夫人皇姨頓丘郡長君婁氏墓誌銘（竇泰妻婁黒女墓誌）